# 上村直己
上村 直己（かみむら なおき、1939年（昭和14年）-）は、日本のドイツ学者、比較文化学者。学位は、博士（文学）。ドイツ学史および日独文化交流史が専門。熊本大学名誉教授。

## 来歴
鹿児島県出身。言語学者上村孝二鹿児島大学名誉教授の二男。兄は、比較文学者の上村和也（鹿児島大学名誉教授）。
幼少期、父・孝二の鹿児島県師範学校赴任にともない満洲国から鹿児島市へ移る。鹿児島県立甲南高等学校卒業。九州大学文学部ドイツ文学科卒業。九州大学文学研究科ドイツ文学専攻博士課程中退。富山大学助教授（ドイツ語）の後、熊本大学教養部教授を経て、1997年（平成9年）の教養部解体にともない熊本大学文学部教授（地域科学科空間地理学講座所属）。2004年（平成16年）3月15日、論文「明治期ドイツ語学者の研究」により九州大学より博士（文学）授与。2005年（平成17年）3月、熊本大学文学部教授を退官。退官後は熊本学園大学講師。
ドイツ語教育史やドイツ学者の伝記の研究で、日本独学史学会賞受賞。日本独学史学会会長も務めた。
2019年瑞宝中綬章受章。
主な著書に『九州の日独文化交流人物誌』、『明治期ドイツ語学者の研究』、『近代日本のドイツ語学者』。